# 2018-as Formula–1 abu-dzabi nagydíj
Az abu-dzabi nagydíj volt a 2018-as Formula–1 világbajnokság huszonegyedik, egyben utolsó futama, amelyet 2018. november 23. és november 25. között rendeztek meg a Yas Marina Circuit-en, Abu-Dzabiban.

## Választható keverékek
| Abroncs            | Friss | Használt |
| ------------------ | ----- | -------- |
| Szuperlágy keverék |       |          |
| Ultralágy keverék  |       |          |
| Hiperlágy keverék  |       |          |
| Átmeneti esőgumi   |       |          |
| Teljes esőgumi     |       |          |

## Szabadedzések

### Első szabadedzés
Az abu-dzabi nagydíj első szabadedzését november 23-án, pénteken délután tartották.
| helyezés | versenyző          | csapat/motor         | elért idő | különbség | futott kör |
| -------- | ------------------ | -------------------- | --------- | --------- | ---------- |
| 1        | Max Verstappen     | Red Bull-TAG Heuer   | 1:38,491  | −         | 26         |
| 2        | Daniel Ricciardo   | Red Bull-TAG Heuer   | 1:38,945  | +0,454    | 18         |
| 3        | Valtteri Bottas    | Mercedes             | 1:39,452  | +0,961    | 28         |
| 4        | Lewis Hamilton     | Mercedes             | 1:39,543  | +1,052    | 25         |
| 5        | Esteban Ocon       | Force India-Mercedes | 1:40,102  | +1,611    | 25         |
| 6        | Kevin Magnussen    | Haas-Ferrari         | 1:40,235  | +1,744    | 20         |
| 7        | Kimi Räikkönen     | Ferrari              | 1:40,417  | +1,926    | 23         |
| 8        | Sebastian Vettel   | Ferrari              | 1:40,453  | +1,962    | 20         |
| 9        | Carlos Sainz Jr.   | Renault              | 1:40,588  | +2,097    | 21         |
| 10       | Romain Grosjean    | Haas-Ferrari         | 1:40,663  | +2,172    | 23         |
| 11       | Pierre Gasly       | Toro Rosso-Honda     | 1:40,671  | +2,180    | 17         |
| 12       | Nico Hülkenberg    | Renault              | 1:41,023  | +2,532    | 23         |
| 13       | Sergio Pérez       | Force India-Mercedes | 1:41,075  | +2,584    | 22         |
| 14       | Brendon Hartley    | Toro Rosso-Honda     | 1:41,137  | +2,646    | 25         |
| 15       | Lance Stroll       | Williams-Mercedes    | 1:41,493  | +3,002    | 21         |
| 16       | Antonio Giovinazzi | Sauber-Ferrari       | 1:41,662  | +3,171    | 23         |
| 17       | Marcus Ericsson    | Sauber-Ferrari       | 1:41,928  | +3,437    | 21         |
| 18       | Stoffel Vandoorne  | McLaren-Renault      | 1:42,114  | +3,623    | 21         |
| 19       | Fernando Alonso    | McLaren-Renault      | 1:42,313  | +3,822    | 15         |
| 20       | Robert Kubica      | Williams-Mercedes    | 1:42,992  | +4,501    | 25         |

### Második szabadedzés
Az abu-dzabi nagydíj második szabadedzését november 23-án, pénteken este tartották.
| helyezés | versenyző         | csapat/motor         | elért idő | különbség | futott kör |
| -------- | ----------------- | -------------------- | --------- | --------- | ---------- |
| 1        | Valtteri Bottas   | Mercedes             | 1:37,236  | −         | 36         |
| 2        | Max Verstappen    | Red Bull-TAG Heuer   | 1:37,280  | +0,044    | 31         |
| 3        | Daniel Ricciardo  | Red Bull-TAG Heuer   | 1:37,428  | +0,192    | 30         |
| 4        | Lewis Hamilton    | Mercedes             | 1:37,443  | +0,207    | 34         |
| 5        | Kimi Räikkönen    | Ferrari              | 1:37,461  | +0,225    | 39         |
| 6        | Sebastian Vettel  | Ferrari              | 1:37,569  | +0,333    | 38         |
| 7        | Romain Grosjean   | Haas-Ferrari         | 1:38,060  | +0,824    | 29         |
| 8        | Nico Hülkenberg   | Renault              | 1:38,230  | +0,994    | 35         |
| 9        | Kevin Magnussen   | Haas-Ferrari         | 1:38,318  | +1,082    | 29         |
| 10       | Esteban Ocon      | Force India-Mercedes | 1:38,402  | +1,166    | 32         |
| 11       | Pierre Gasly      | Toro Rosso-Honda     | 1:38,506  | +1,270    | 31         |
| 12       | Carlos Sainz Jr.  | Renault              | 1:38,511  | +1,275    | 36         |
| 13       | Fernando Alonso   | McLaren-Renault      | 1:38,725  | +1,489    | 34         |
| 14       | Sergio Pérez      | Force India-Mercedes | 1:38,806  | +1,570    | 30         |
| 15       | Charles Leclerc   | Sauber-Ferrari       | 1:38,831  | +1,595    | 32         |
| 16       | Brendon Hartley   | Toro Rosso-Honda     | 1:38,957  | +1,721    | 34         |
| 17       | Marcus Ericsson   | Sauber-Ferrari       | 1:39,502  | +2,266    | 35         |
| 18       | Stoffel Vandoorne | McLaren-Renault      | 1:39,938  | +2,702    | 17         |
| 19       | Lance Stroll      | Williams-Mercedes    | 1:40,046  | +2,810    | 32         |
| 20       | Szergej Szirotkin | Williams-Mercedes    | 1:40,935  | +3,699    | 38         |

### Harmadik szabadedzés
Az abu-dzabi nagydíj harmadik szabadedzését november 24-én, szombaton délután tartották.
| helyezés | versenyző         | csapat/motor         | elért idő | különbség | futott kör |
| -------- | ----------------- | -------------------- | --------- | --------- | ---------- |
| 1        | Lewis Hamilton    | Mercedes             | 1:37,176  | −         | 16         |
| 2        | Kimi Räikkönen    | Ferrari              | 1:37,464  | +0,288    | 18         |
| 3        | Sebastian Vettel  | Ferrari              | 1:37,587  | +0,411    | 14         |
| 4        | Max Verstappen    | Red Bull-TAG Heuer   | 1:37,747  | +0,571    | 14         |
| 5        | Valtteri Bottas   | Mercedes             | 1:37,933  | +0,757    | 15         |
| 6        | Daniel Ricciardo  | Red Bull-TAG Heuer   | 1:38,090  | +0,914    | 11         |
| 7        | Romain Grosjean   | Haas-Ferrari         | 1:38,304  | +1,128    | 13         |
| 8        | Nico Hülkenberg   | Renault              | 1:38,850  | +1,674    | 15         |
| 9        | Carlos Sainz Jr.  | Renault              | 1:38,970  | +1,794    | 15         |
| 10       | Esteban Ocon      | Force India-Mercedes | 1:39,011  | +1,835    | 7          |
| 11       | Sergio Pérez      | Force India-Mercedes | 1:39,053  | +1,877    | 14         |
| 12       | Brendon Hartley   | Toro Rosso-Honda     | 1:39,074  | +1,898    | 17         |
| 13       | Charles Leclerc   | Sauber-Ferrari       | 1:39,282  | +2,106    | 9          |
| 14       | Kevin Magnussen   | Haas-Ferrari         | 1:39,612  | +2,436    | 12         |
| 15       | Pierre Gasly      | Toro Rosso-Honda     | 1:39,740  | +2,564    | 12         |
| 16       | Fernando Alonso   | McLaren-Renault      | 1:39,974  | +2,798    | 12         |
| 17       | Marcus Ericsson   | Sauber-Ferrari       | 1:39,997  | +2,821    | 19         |
| 18       | Lance Stroll      | Williams-Mercedes    | 1:40,117  | +2,941    | 18         |
| 19       | Stoffel Vandoorne | McLaren-Renault      | 1:40,233  | +3,057    | 13         |
| 20       | Szergej Szirotkin | Williams-Mercedes    | 1:41,182  | +4,006    | 21         |

## Időmérő edzés
Az abu-dzabi nagydíj időmérő edzését november 24-én, szombaton este futották.
| helyezés              | rajtszám | versenyző         | csapat/motor         | 1. rész  | 2. rész  | 3. rész  | rajthely | futott kör |
| --------------------- | -------- | ----------------- | -------------------- | -------- | -------- | -------- | -------- | ---------- |
| 1                     | 44       | Lewis Hamilton    | Mercedes             | 1:36,828 | 1:35,693 | 1:34,794 | 1        | 19         |
| 2                     | 77       | Valtteri Bottas   | Mercedes             | 1:36,789 | 1:36,392 | 1:34,956 | 2        | 19         |
| 3                     | 5        | Sebastian Vettel  | Ferrari              | 1:36,775 | 1:36,345 | 1:35,125 | 3        | 18         |
| 4                     | 7        | Kimi Räikkönen    | Ferrari              | 1:37,010 | 1:36,735 | 1:35,365 | 4        | 18         |
| 5                     | 3        | Daniel Ricciardo  | Red Bull-TAG Heuer   | 1:37,117 | 1:36,964 | 1:35,401 | 5        | 16         |
| 6                     | 33       | Max Verstappen    | Red Bull-TAG Heuer   | 1:37,195 | 1:36,144 | 1:35,589 | 6        | 14         |
| 7                     | 8        | Romain Grosjean   | Haas-Ferrari         | 1:37,575 | 1:36,732 | 1:36,192 | 7        | 15         |
| 8                     | 16       | Charles Leclerc   | Sauber-Ferrari       | 1:37,124 | 1:36,580 | 1:36,237 | 8        | 20         |
| 9                     | 31       | Esteban Ocon      | Force India-Mercedes | 1:36,936 | 1:36,814 | 1:36,540 | 9        | 18         |
| 10                    | 27       | Nico Hülkenberg   | Renault              | 1:37,569 | 1:36,630 | 1:36,542 | 10       | 15         |
| 11                    | 55       | Carlos Sainz Jr.  | Renault              | 1:37,757 | 1:36,982 |          | 11       | 9          |
| 12                    | 9        | Marcus Ericsson   | Sauber-Ferrari       | 1:37,619 | 1:37,132 |          | 12       | 14         |
| 13                    | 20       | Kevin Magnussen   | Haas-Ferrari         | 1:37,934 | 1:37,309 |          | 13       | 12         |
| 14                    | 11       | Sergio Pérez      | Force India-Mercedes | 1:37,255 | 1:37,541 |          | 14       | 12         |
| 15                    | 14       | Fernando Alonso   | McLaren-Renault      | 1:37,890 | 1:37,743 |          | 15       | 15         |
| 16                    | 28       | Brendon Hartley   | Toro Rosso-Honda     | 1:37,994 |          |          | 16       | 9          |
| 17                    | 10       | Pierre Gasly      | Toro Rosso-Honda     | 1:38,166 |          |          | 17       | 9          |
| 18                    | 2        | Stoffel Vandoorne | McLaren-Renault      | 1:38,577 |          |          | 18       | 9          |
| 19                    | 35       | Szergej Szirotkin | Williams-Mercedes    | 1:38,635 |          |          | 19       | 6          |
| 20                    | 18       | Lance Stroll      | Williams-Mercedes    | 1:38,682 |          |          | 20       | 6          |
| 107%-os idő: 1:43,549 |          |                   |                      |          |          |          |          |            |

## Futam
Az abu-dzabi nagydíj futama november 25-én, vasárnap este rajtolt.
| helyezés | rajtszám | versenyző         | csapat/motor         | futott kör | idő/kiesés oka | rajthely | abroncs | pont |
| -------- | -------- | ----------------- | -------------------- | ---------- | -------------- | -------- | ------- | ---- |
| 1        | 44       | Lewis Hamilton    | Mercedes             | 55         | 1:39:40,382    | 1        |         | 25   |
| 2        | 5        | Sebastian Vettel  | Ferrari              | 55         | +2,581         | 3        |         | 18   |
| 3        | 33       | Max Verstappen    | Red Bull-TAG Heuer   | 55         | +12,706        | 6        |         | 15   |
| 4        | 3        | Daniel Ricciardo  | Red Bull-TAG Heuer   | 55         | +15,379        | 5        |         | 12   |
| 5        | 77       | Valtteri Bottas   | Mercedes             | 55         | +47,957        | 2        |         | 10   |
| 6        | 55       | Carlos Sainz Jr.  | Renault              | 55         | +1:12,548      | 11       |         | 8    |
| 7        | 16       | Charles Leclerc   | Sauber-Ferrari       | 55         | +1:30,789      | 8        |         | 6    |
| 8        | 11       | Sergio Pérez      | Force India-Mercedes | 55         | +1:31,275      | 14       |         | 4    |
| 9        | 8        | Romain Grosjean   | Haas-Ferrari         | 54         | +1 kör         | 7        |         | 2    |
| 10       | 20       | Kevin Magnussen   | Haas-Ferrari         | 54         | +1 kör         | 13       |         | 1    |
| 11       | 14       | Fernando Alonso   | McLaren-Renault      | 54         | +1 kör[1]      | 15       |         |      |
| 12       | 28       | Brendon Hartley   | Toro Rosso-Honda     | 54         | +1 kör         | 16       |         |      |
| 13       | 18       | Lance Stroll      | Williams-Mercedes    | 54         | +1 kör         | 20       |         |      |
| 14       | 2        | Stoffel Vandoorne | McLaren-Renault      | 54         | +1 kör         | 18       |         |      |
| 15       | 35       | Szergej Szirotkin | Williams-Mercedes    | 54         | +1 kör         | 19       |         |      |
| ki       | 10       | Pierre Gasly      | Toro Rosso-Honda     | 46         | olajszivárgás  | 17       |         |      |
| ki       | 31       | Esteban Ocon      | Force India-Mercedes | 44         | olajszivárgás  | 9        |         |      |
| ki       | 9        | Marcus Ericsson   | Sauber-Ferrari       | 24         | erőforrás      | 12       |         |      |
| ki       | 7        | Kimi Räikkönen    | Ferrari              | 6          | erőforrás      | 4        |         |      |
| ki       | 27       | Nico Hülkenberg   | Renault              | 0          | baleset        | 10       |         |      |

Megjegyzés:
- ↑ 1:  — Fernando Alonso 5 másodperces időbüntetést kapott pályaelhagyásért, amit a verseny után adtak hozzá az idejéhez, de helyezésén ez nem változtatott.

## A világbajnokság állása a verseny után (a világbajnokság végeredménye)
| H   | Versenyzők       | Pont | H   | Konstruktőrök        | Pont |
| --- | ---------------- | ---- | --- | -------------------- | ---- |
| 1.  | Lewis Hamilton   | 408  | 1.  | Mercedes             | 655  |
| 2.  | Sebastian Vettel | 320  | 2.  | Ferrari              | 571  |
| 3.  | Kimi Räikkönen   | 251  | 3.  | Red Bull-TAG Heuer   | 419  |
| 4.  | Max Verstappen   | 249  | 4.  | Renault              | 122  |
| 5.  | Valtteri Bottas  | 247  | 5.  | Haas-Ferrari         | 93   |
| 6.  | Daniel Ricciardo | 170  | 6.  | McLaren-Renault      | 62   |
| 7.  | Nico Hülkenberg  | 69   | 7.  | Force India-Mercedes | 52   |
| 8.  | Sergio Pérez     | 62   | 8.  | Sauber-Ferrari       | 48   |
| 9.  | Kevin Magnussen  | 56   | 9.  | Toro Rosso-Honda     | 33   |
| 10. | Carlos Sainz Jr. | 53   | 10. | Williams-Mercedes    | 7    |

(A teljes táblázat)

## Statisztikák
- Vezető helyen:
  - Lewis Hamilton: 29 kör (1-7 és 34-55)
  - Valtteri Bottas: 9 kör (8-16)
  - Daniel Ricciardo: 17 kör (17-33)
- Lewis Hamilton 83. pole-pozíciója és 73. futamgyőzelme.
- Sebastian Vettel 36. versenyben futott leggyorsabb köre.
- A Mercedes 87. futamgyőzelme.
- Lewis Hamilton 134., Sebastian Vettel 111., Max Verstappen 22. dobogós helyezése.
- Stoffel Vandoorne, Marcus Ericsson, Szergej Szirotkin és Brendon Hartley utolsó Formula–1-es nagydíja.
- Daniel Ricciardo 150. Formula–1-es nagydíja és a 100., egyben utolsó Red Bull-os nagydíja.
- Kimi Räikkönen utolsó nagydíja a Ferrari színeiben.
- A Red Bull utolsó nagydíja a Renault motorszállítóval.
- Lewis Hamilton a futam leintésével összesen 408 világbajnoki pontot szerzett a szezon folyamán az egyéni pontversenyben, ennyi pontot soha egyetlen pilóta sem gyűjtött egy év alatt ezt megelőzően. (A rekordot korábban Sebastian Vettel tartotta 397 ponttal, 2013-ból.)[4]